# Gare de Châteauneuf-sur-Charente
Gare de Châteauneuf-sur-Charente vasútállomás Franciaországban, Châteauneuf-sur-Charente településen.

## Vasútvonalak
Az állomást az alábbi vasútvonalak érintik:
- Beillant-Angoulême-vasútvonal
- Ligne Châteauneuf-sur-Charente - Saint-Mariens-Saint-Yzan

## Kapcsolódó állomások
A vasútállomáshoz az alábbi állomások vannak a legközelebb:
- Gare de Jarnac-Charente
- Gare d’Angoulême